# Жуантобе (Кызылординская область)
Жуантобе (каз. Жуантөбе) — село в Чиилийском районе Кызылординской области Казахстана. Входит в состав Жолекского сельского округа. Находится примерно в 36 км к западу от районного центра, села Шиели. Код КАТО — 435245200.

## Население
В 1999 году население села составляло 209 человек (110 мужчин и 99 женщин). По данным переписи 2009 года, в селе проживало 159 человек (85 мужчин и 74 женщины).